# La Planada, Chiapas
La Planada är en ort i Mexiko.   Den ligger i kommunen Socoltenango och delstaten Chiapas, i den sydöstra delen av landet, 800 km sydost om huvudstaden Mexico City. La Planada ligger 641 meter över havet och antalet invånare är 158.
Terrängen runt La Planada är varierad. Runt La Planada är det ganska glesbefolkat, med 35 invånare per kvadratkilometer. Närmaste större samhälle är Socoltenango, 4,1 km norr om La Planada. Omgivningarna runt La Planada är en mosaik av jordbruksmark och naturlig växtlighet.